# Bataille de Brissarthe
 (décembre 2009).
Si vous disposez d'ouvrages ou d'articles de référence ou si vous connaissez des sites web de qualité traitant du thème abordé ici, merci de compléter l'article en donnant les références utiles à sa vérifiabilité et en les liant à la section « Notes et références ».
Invasions vikings en France
Batailles
- Messac (843)
- Blain (843)
- Ballon (845)
- Jengland (851)
- Brissarthe (866)
- Trans-la-Forêt (939)
- Conquereuil (992)

La bataille de Brissarthe eut lieu à Brissarthe (Neustrie) le 15 septembre 866 entre Francs et une troupe de Bretons alliée pour un temps aux Vikings et fut marquée par la mort du marquis de Neustrie, Robert le Fort.

## Prémices de la bataille
En 866, le roi breton Salomon s'est allié au danois Hasting (Hásteinn) pour une expédition contre l'Anjou, le Maine, et la Touraine. La ville du Mans est saccagée.
Selon la chronique de Saint Bertin, leur troupe comprend environ 400 guerriers.
Robert le Fort, dont le marquisat couvre les régions touchées, parvient à réunir une armée franque alors que les Bretons et Scandinaves se replient avec leur butin. Il a avec lui les comtes Ramnulf Ier de Poitiers, Gauzfrid du Maine et son fils, Hervé.

## La bataille
Robert le Fort ne peut empêcher la mise à sac du Mans, mais il connaît le trajet de retour des Vikings, qui sont obligés de repasser par Brissarthe, un des rares endroits où il est possible de passer la rivière. En effet, l'étymologie du mot Brissarthe est « passage sur la Sarthe » (bria = pont). Les Vikings sont obligés de se réfugier dans une église, à Brissarthe, et repoussent un assaut, grâce aux murs de pierre.
Robert le Fort poste des sentinelles, et pendant qu’une partie de ses hommes pille les drakkars, il pose ses armes et retire sa broigne. À la tombée de la nuit, Hasting tente une sortie : Robert le Fort, sans protection, est au premier rang des Francs qui, plus nombreux, au nombre de 1 500, les repoussent sans peine. Un coup de hache l'abat. Le comte de Poitiers est lui aussi grièvement blessé d’une flèche et meurt au cours du mois d'octobre qui suit.
Sans chef, les Francs sont bousculés, et laissent s’échapper les Vikings.

### Le récit de la bataille par Réginon de Prüm
« L’année de l’incarnation du Seigneur 867, les Normands, occupant les rives de la Loire, entreprirent de nouveau de dépeupler avec cruauté les provinces de Nantes, d’Anjou, de Poitou et de Touraine. Robert, qui tenait la Marche, et Ramnulf, duc d'Aquitaine, ayant rassemblé une multitude d’hommes, leur livrèrent bataille. Ceux-ci, se sentant poursuivis par l’armée, cherchèrent à se retirer en toute hâte vers leur flotte. Mais, comme ils virent que la multitude, les poursuivant, approchait, sachant que la fuite ne les sauverait pas, ils pénétrèrent dans une villa où, dans le peu de temps qu’il restait, ils se fortifièrent. Il y avait dans cette villa une très grande église construite en pierres, dans laquelle entra une grande partie des Normands avec leur chef, Hasting. Robert et Ramnulf, avec leurs compagnons, fondent sur eux, massacrant tous ceux qu’ils trouvent à l’extérieur de l’église. Parvenant auprès de l’édifice, ils virent que celui-ci était fortifié et constatèrent qu’une que de nombreux païens se trouvait à l’intérieur. Après une courte délibération, ils plantèrent leurs tentes tout autour, afin que le lendemain, après avoir établi des levées de terre et amené leurs machines, ils réduisent l’ennemi. Le soleil était couchant. Robert, indisposé par la chaleur, retira son casque et sa cuirasse pour se rafraîchir un moment. Comme tous s’affairaient au montage du camp, les Normands sortirent soudainement de leur abri et, avec une clameur immense, se ruèrent sur Robert et ses compagnons. Mais, bien qu’un événement aussi soudain puisse impressionner jusqu’aux hommes les plus aguerris, les Francs se saisirent de leurs armes et se tournèrent vers les ennemis qu’ils forcèrent à refluer dans l’église. Robert, accourant sans casque et sans cuirasse, combattait sans prudence et, poursuivant très en avant l’ennemi, fut tué au seuil de l’église. Les Normands traînèrent son corps à l’intérieur. Peu après, Ramnulf, qui se tenait à distance, observant la scène, fut gravement blessé par une flèche, envoyée par un Normand depuis une fenêtre de la basilique. Emmené par les siens hors de la bataille, il survécut à peine trois jours. Une aussi malheureuse infortune mit fin au combat. L’armée, ayant perdu ses chefs et remplie d’une profonde tristesse, leva aussitôt le siège et retourna chez elle. Les Normands triomphants rejoignirent leur flotte. »

## Conséquences
En août 867, à Compiègne, Charles le Chauve, entreprend des négociations avec Pascweten envoyé par son beau-père, Salomon. Le roi des Francs reconnaît la souveraineté de Salomon et de son fils Riwallon sur la Bretagne, et leur concède le Cotentin et l’Avranchin.
Hasting ravage encore plusieurs années la Loire : Bourges en 867, Orléans en 868, Angers en 872, et Charles le Chauve doit alors faire appel aux Bretons de Salomon.
Pour la dynastie robertienne naissante les conséquences faillirent être plus importantes, ses fils Eudes et Robert furent mis sous la tutelle d'Hugues l'Abbé, qui se vit attribuer leurs honneurs, honneurs qui faillirent alors passer au lignage Welf.

## Sources et bibliographie
- Réginon de Prüm, Chroniques.
- Annales de Saint-Bertin.
- Michel Dillange, Les Comtes de Poitou, ducs d'Aquitaine : 778-1204, Mougon, Geste éd., coll. « Histoire », 1995, 303 p., ill., couv. ill. en coul. ; 24 cm (ISBN 2-910919-09-9, ISSN 1269-9454, BNF 35804152), p. 63-69.